# Phengaris albida
Phengaris albida är en fjärilsart som beskrevs av John Henry Leech 1893. Phengaris albida ingår i släktet Phengaris och familjen juvelvingar. Inga underarter finns listade i Catalogue of Life.

## Bildgalleri

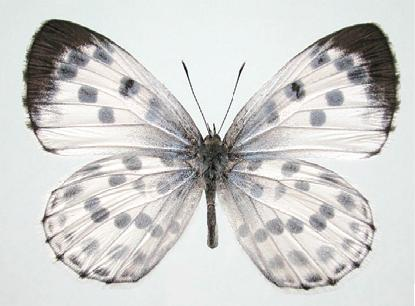
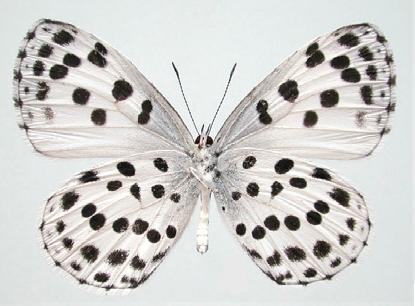